# Heinrich Wilhelm Clemm
Heinrich Wilhelm Clemm (Hohenasperg, 13 de dezembro de 1725, 31 de dezembro de 1725 ou 31 de dezembro de 1726 – Tübingen, 27 ou 28 de julho de 1775) foi um teólogo e matemático alemão.

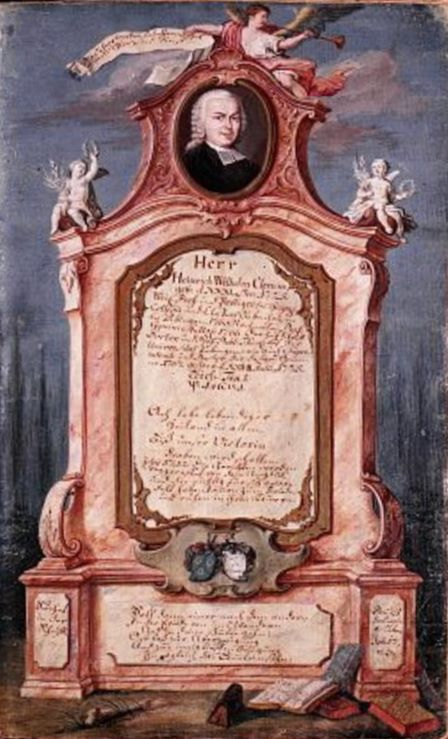
Livro dos mortos da Stiftskirche (Tübingen): Heinrich Wilhelm Clemm

## Formação e carreira
Heinrich Wilhelm Clemm foi a partir de 1743 membro da Evangelisches Stift Tübingen, onde estudou principalmente filosofia com Eberhard Christoph Canz e matemática com Kraft. Em 23 de outubro de 1745 obteve o grau de mestre e estudou a partir de então teologia, sendo aprovado no exame de estado em 1748. De 1750 a 1752 lecionou filosofia e teologia, bem como hebraico e matemática em Tübingen e depois fez viagens por um ano pelas cidades mais importantes da Alemanha, visitando bibliotecas e seus conhecidos em todos os lugares, incluindo Pierre Louis Moreau de Maupertuis e Leonhard Euler.
A resolução singular de uma equação diferencial, que Clemm publicou na revista de Hamburgo, Vol. X, p. 637 (Hamburgo 1752) é mais antiga do que as investigações de Euler sobre tais resoluções, vem de um tempo anterior a esta viagem. Da mesma época data o Examen temporum mediorum (Berlim 1752), obra cronológica que foi recebida com grande aprovação pela crítica e para a qual Euler escreveu um prefácio. Além disso, a também famosa Lettre sur quelques paradoxes du calcul analytique adressée à M. Euler (1752) vem do mesmo período.
Voltando da viagem, Clemm tornou-se vigário na capela da corte em Stuttgart em 1753 e professor e pregador no Mosteiro de Bebenhausen em 1754, onde casou. Em 1761 voltou para Stuttgart como professor de matemática na escola secundária local e em 1767 para Tübingen como professor de teologia.
Além de sua obra teológica principal de sete volumes Vollständige Einleitung in die Religion und gesammte Theologie (1762-1773) são conhecidos também um livro de matemática de dois volumes (1764) e vários ensaios matemáticos e físicos nos Tübingische Berichten.